# Aviation Sans Frontières
El Aviation Sans Frontières (ASF), creada en 1980, utiliza la red aérea además de su propia flota para ayudar a los más pobres.
Reconocida como de utilidad pública, es la primera organización no gubernamental en poseer un Certificado de Operador Aéreo Europeo. Es socio del Consejo Económico y Social de las Naciones Unidas así como de la Dirección General de Ayuda Humanitaria y Protección Civil de la Comisión Europea.
Jet Solidaire también es socio de la ONG.